# Julius Langfeld
Julius Langfeld (* 18. Februar 1995 in Minden) ist ein deutscher Fußballspieler.

## Karriere
Der Stürmer Julius Langfeld begann seine Karriere beim Petershagener Stadtteilverein TuS Wasserstraße und wechselte später zum Mindener Stadtteilverein SV Kutenhausen-Todtenhausen. Dort durchlief er alle Altersklassen. Nach dem Ende seiner Jugendzeit spielte er in der Saison 2014/15 für die in der Bezirksliga antretende erste Herrenmannschaft, bevor er zum Landesligisten Rot-Weiß Maaslingen aus Petershagen wechselte. Mit Maaslingen wurde Langfeld 2016 und 2018 jeweils Vizemeister und stieg 2018 mit seiner Mannschaft in die Westfalenliga auf. Daraufhin wechselte Langfeld zum TSV Havelse in die Regionalliga Nord. Mit dem TSV gewann er den Niedersachsenpokal 2019/20 durch einen 4:0-Finalsieg über den BSV Rehden. Ein Jahr später gelang Langfeld mit seiner Mannschaft der Aufstieg in die 3. Liga nach zwei 1:0-Siegen über den 1. FC Schweinfurt 05, wo Langfeld in der anschließenden Saison 2021/22 daraufhin sein Profiliga-Debüt geben konnte. Insgesamt bestritt er 25 Drittligapartien, in denen ihm ein Tor gelang, stieg jedoch mit der Mannschaft am Saisonende wieder zurück in die Regionalliga ab.

## Erfolge
- Aufstieg in die 3. Liga: 2021
- Niedersachsenpokalsieger: 2020